# Solanum boldoense
Solanum boldoense är en potatisväxtart som beskrevs av Michel Félix Dunal och A.Dc. Solanum boldoense ingår i släktet skattor som ingår i familjen potatisväxter. Inga underarter finns listade i Catalogue of Life.